# Marcinkowice (powiat wrocławski)
Marcinkowice (niem. Merzdorf) – osada w Polsce, położona w województwie dolnośląskim, w powiecie wrocławskim, w gminie Żórawina.
Do 2023 r. miejscowość była przysiółkiem wsi Brzeście.
W latach 1975–1998 przysiółek administracyjnie należał do województwa wrocławskiego.